# ایستگاه راه‌آهن جمکران
ایستگاه راه‌آهن جمکران در جمکران واقع در حومهٔ شهر قم، استان قم واقع شده‌است. این ایستگاه تحت مالکیت شرکت راه‌آهن جمهوری اسلامی ایران قرار دارد